# José Recio
José Recio Ariza (Fernán Núñez, provincia de Córdoba, 24 de diciembre de 1957) fue un ciclista profesional español.
Desarrolló casi toda su carrera en el equipo Kelme, en el que formaba un extraño dúo con la otra estrella del equipo, Vicente Belda, ya que mientras Vicente era muy bajito, Recio era uno de los ciclistas más altos del equipo. En su carrera profesional logró más de cuarenta victorias como profesional, entre etapas y carreras por etapas. Su victoria más recordada fue su escapada junto con Pedro Delgado en la penúltima etapa de la vuelta ciclista a España 1985, en la que Recio se alzó con la victoria de etapa y Pedro Delgado se adjudicó su primera Vuelta a España, derrocando al escocés Robert Millar.
En 1985 dio positivo por norefredina en un control de la Semana Catalana, prueba en la que venció, pero el recurso presentado por su equipo anuló la sanción. En 1988 resultó positivo en sendos controles de la Vuelta a Aragón y la Vuelta a Cantabria por testosterona, lo que le supuso un mes de sanción. En 1991 dio positivo por consumo de cocaína.

## Palmarés
1982
- 1 etapa de la Vuelta a España

1983
- Volta a Cataluña
- Clásica de Ordizia

1984
- Vuelta a Aragón
- 1 etapa de la Vuelta a España

1985
- Vuelta a Aragón
- Semana Catalana
- Vuelta a Burgos
- 2 etapas de la Vuelta a España
- 1 etapa de la Vuelta al País Vasco

1986
- 1 etapa de la Vuelta a España
- 1 etapa de la Vuelta a Castilla y León
- 1 etapa de la Vuelta a Asturias

1990
- Vuelta al Alentejo

## Resultados en las grandes vueltas
| Carrera         | 1982 | 1983 | 1984 | 1985 | 1986 | 1987 | 1988 | 1989 |
| --------------- | ---- | ---- | ---- | ---- | ---- | ---- | ---- | ---- |
| Giro de Italia  | -    | -    | -    | -    | -    | -    | -    | -    |
| Tour de Francia | -    | -    | -    | -    | -    | -    | Ab.  | -    |
| Vuelta a España | 38.º | 29º  | 9º   | Ab.  | 28.º | -    | 40.º | 85.º |